# ادیسه سیمز
ادیسه سیمز (انگلیسی: Odyssey Sims؛ زادهٔ ۱۳ ژوئیهٔ ۱۹۹۲) بازیکن بسکتبال اهل ایالات متحده آمریکا است.
وی در مسابقات کشوری و بین‌المللی در مجموع برندهٔ ۳ مدال طلا شده‌است.